# Afroedura transvaalica
Afroedura transvaalica är en ödleart som beskrevs av Hewitt 1925. Afroedura transvaalica ingår i släktet Afroedura och familjen geckoödlor.
Arten förekommer i Sydafrika, Zimbabwe, Botswana och Moçambique. Honor lägger ägg.

## Underarter
Arten delas in i följande underarter:
- A. t. transvaalica
- A. t. loveridgei